# Bad Influence (filme)
Bad Influence (br: Sob a Sombra do Mal; pt: Influência Fatal) é um filme estadunidense de 1990, de suspense e drama, realizado por Curtis Hanson.

## Resumo
Em Los Angeles vive Michael Boll (James Spader), um bem sucedido analista de marketing que está a disputar uma promoção com um "colega" de trabalho. Para conseguir a vaga, ele precisa de mostrar uma pesquisa para o seu chefe, mas o seu "amigo" entrou no computador de Boll e apagou o "arquivo 47", que é essencial para a apresentação.
Como não pode provar o que aconteceu, Boll vai parar num bar, para beber e relaxar. Lá vê que uma cliente, Karen (Susan Lee Hoffman), que tinha esquecido o dinheiro. Ele gentilmente se prontifica a pagar a bebida da desconhecida, mas chega o ciumento namorado dela, Willie (Jeff Kaake), que teria batido em Boll se não fosse a intervenção de outro desconhecido, Alex (Rob Lowe).
Porém o que parecia ser um alívio logo mostrou-se ser exactamente o contrário, pois o maquiavélico Alex transforma a vida de Boll num inferno.

## Elenco
- Rob Lowe (Alex)
- James Spader (Michael Boll)
- Lisa Zane (Claire)
- Marcia Cross (Ruth Fielding)
- Rosalyn Landor (Britt)
- Tony Maggio (Patterson)
- Kathleen Wilhoite (Leslie)
- Susan Lee Hoffman (Karen)
- Jeff Kaake (Willie)
- David Duchovny
- Palmer Lee Todd

## Prémios e nomeações
- Ganhou o prémio de Melhor Filme para Curtis Hanson no Mystfest.